# محمودآباد (اصفهان)
محمودآباد شهرکی در بخش مرکزی شهرستان اصفهان استان اصفهان است.منطقه محمودآباد دارای صنایع سنگبری است که اکثریت کارگران این صنایع اتباع کشور افغانستان هستند.

## موقعیت و مشخصات
محمودآباد در شمال غرب اصفهان قرار دارد که از شمال به شاهین شهر و از جنوب به خمینی شهر راه دارد.
از آنجا که این روستا دارای قدمتی چند هزار ساله است اکثر بافت طولی یا فرتوتی آن را بافت فرسوده تشکیل داده بود که پس از انقلاب نوسازی روستاها صورت گرفت و بافت این روستا به‌طور کلی تغییر یافت و اکنون چهره بافت شهری شعاعی به خود گرفته‌است.

## اقتصاد و کشاورزی
اقتصاد محمودآباد مبتنی بر صنایع کوچک و کشاورزی است.
میزان اراضی کشاورزی این روستا ۹۰۰ هکتار بوده و الگوی کشت این روستا شامل گندم، جو، یونجه، و آفتابگردان و ذرت و زردآلو و آلوزرد و… می‌باشد.
بدیل آلایندگی بیش از حد پالایشگاه و پتروشیمی نفت اصفهان که در کمتر از ۵کیلومتری این روستا واقع است تمام پخش‌های کشاورزی و زندگی مردم این روستا با مشکلات جدی رو به رو شده‌است.
بخش عمده از کشاورزی محمودآباد را باغات تشکیل می‌دهند که میوه جاتی از قبیل آلو زرد، زردآلو، گیلاس، گوجه، سیب، آلبالو، به، خربزه، گرمک، هندوانه و… از محصولات این روستا است.